# Psaliodes grandis
Psaliodes grandis là một loài bướm đêm trong họ Geometridae.